# 한종희 (방송인)
한종희(韓宗熙, 1957년 1월 1일 ~ )은 대한민국의 방송인이며, 대구MBC 아나운서를 거쳐 SBS가 개국하자마자 창단 멤버로 아나운서에 이직 후 입사하여 근무한지 12년만에 보도본부 SBS의 직종을 기자로 전직했다. 그후 스포츠 전문 기자로 12년간 근무하다가 퇴사 후 스포츠기관 단체인이었다.  

## 학력
- 충남대학교 전자공학과 졸업

## 경력
- 1985년 : 대구문화방송 아나운서 공채 입사
- 1991년 : SBS 아나운서 이직
- 2002년 : SBS 아나운서 퇴사
- 2015년 ~ : 빅터아이엔디 사장
- 2016년 : 대한체육회 이사
- 2019년 ~ : 한국프로축구연맹 K리그2 캐스터

## 진행자

### 텔레비전 프로그램
- SBS 출발 서울의 아침 아침종합뉴스 (주말)
- SBS 토요/일요특집 출발 모닝와이드 (주말)
- SBS 뉴스퍼레이드
- SBS 8 뉴스 - 주요뉴스 나레이션
- SBS 뉴스(저녁 6시 50분)
- SBS 이경실의 세상을 만나자 (월요일)
- SBS 나이트라인 (임시진행)
- SBS 2002 한일 월드컵 캐스터
- SBS 2006 독일 월드컵 매인캐스터
- SBS Golf 골프투데이
- 한국프로축구연맹 K리그2 중계방송
- SBS Sports 2026 K리그1 캐스터

### 라디오 프로그램
- SBS 라디오 792 정보매거진
- SBS 러브FM 한종희의 스포츠 투데이